# Bigfoot Junior
Bigfoot Junior (The Son of Bigfoot) è un film d'animazione franco-belga del 2017 diretto da Ben Stassen e Jeremy Degruson.

## Trama
Il tredicenne Adam Harrison vive a Portland un'adolescenza complicata per via dei suoi capelli scombinati e dei suoi piedi molto grandi, che lo rendono il bersaglio di tre bulli. Un giorno scopre che il padre, che credeva morto anni fa, è ancora vivo e scappa di casa per cercarlo. Dopo aver ricevuto un passaggio da un camionista, arriva nel bosco dove trova l'indirizzo che stava cercando, tuttavia quando si trova in cima ad una rupe sente un rumore brusco. Lanciando un sasso si rende conto di non essere solo e, spaventato, inizia a scappare ma la sua gamba resta intrappolata in una trappola per orsi e quando un camion lo sta per investire, una figura misteriosa lo salva.
Nel frattempo la madre di Adam, Shelly, lo sta cercando. Il camionista avverte di aver visto quel che lui ritiene un Bigfoot. La notizia comincia ad girare, arrivando alle orecchie di Wallace Eastman, capo di un'azienda farmaceutica che si occupa della crescita dei capelli e stava cercando Bigfoot già anni prima. Giungono sul posto e trovano così lo zaino che Adam aveva perso. Vengono mandati due agenti a casa sua ma dato che non c'è nessuno irrompono in casa e rovistano tutto.
Nel frattempo il ragazzo si risveglia nella casa sull'albero di suo padre, e scopre che è il leggendario Bigfoot. Scopre anche che i suoi capelli e i suoi piedi sono anomali proprio per questa parentela e apprende anche che suo padre lo ha guarito grazie al "Tocco Guaritore". Dopo ciò decidono di divertirsi. Nel bosco Adam impara le capacità del padre, come osservare da lontano grazie all'udito, essere super veloce e poter comunicare con gli animali. In questo modo fa amicizia con degli animali amici di suo padre: Steve il picchio verde, Trapper, un procione, assieme alla moglie Weecha (che è in dolce attesa), Wilbur l'orso Kodiak e Tina la scoiattolo rosso. Dopo aver fregato due cacciatori ed aver passato del tempo assieme, Bigfoot decide di spiegare perché si è nascosto: un'azienda farmaceutica, la Hair Co. voleva assumerlo per farlo lavorare con loro, così da ottenere un campione del suo DNA per sfruttarlo contro la calvizie. Lui rifiutò e allora rovistarono in casa sua prendendo tutte le sue ricerche. Fu quindi costretto a scappare via e a nascondersi quando il figlio era molto piccolo.
Mentre i due stanno facendo una zuppa, i due procioni scoprono che Wallace e i suoi hanno trovato la madre e ora stanno cercando Adam e suo padre. Adam decide di aiutare suo padre e inganna gli agenti facendo trovare un geyser al posto del rifugio. Tuttavia viene rinchiuso in una macchina dove Wallace lo porta nel bosco e dà fuoco alla foresta, lasciandolo nella vettura. Il padre lo salva, ma sfortunatamente si trattava di una trappola: infatti viene colpito con una freccetta soporifera e catturato da un elicottero.
Quando Adam si risveglia la foresta è bruciata, riesce a convincere i suoi amici animali a salvare il padre. Quest'ultimo intanto è costretto a collaborare con la Hair Co. dato che Wallace ha minacciato la sua famiglia. Grazie a vari stratagemmi Adam e i suoi amici animali riescono ad arrivare nel luogo. Dopo che gli amici animali vengono catturati, Adam arriva da solo per portare via suo padre, ma questi gli dice che non può più andare via. Il capo porta via Adam che però riesce con un trucco a far scappare tutti facendo scattare l'allarme antincendio. Adam quindi salva i suoi amici e anche gli altri animali usati come cavie.
Gli animali e le guardie fuggono tutti quanti, mentre padre e figlio escono dopo aver aperto le manopole del gas. Tuttavia vengono bloccati da Wallace e dalle guardie armate e nel frattempo viene portata nel luogo anche Shelly. Bigfoot viene ferito e buttato nel baratro, ma Adam lancia in aria un razzo segnalatore. La pallottola fiammeggiante atterra all'interno della struttura che esplode, a causa della combustione del gas. Dopodiché Adam trova a terra il padre, forse morto, ma riesce a farlo risvegliare grazie al Tocco Guaritore. la famiglia così si riunisce e Wallace viene messo fuori gioco e successivamente arrestato.
Successivamente la famiglia Harrison ritorna a casa ed assieme a loro anche gli animali. Trapper diventa padre di un gruppetto di piccoli procioni femmine e gli altri animali iniziano ad introdursi nella vita quotidiana della famiglia. Mentre va a scuola Adam incontra di nuovo i tre bulli ma riesce a spaventarli grazie agli amici animali (soprattutto grazie a Wilbur) e viene avvicinato da una compagna di scuola, Eva, a cui racconterà tutta la sua avventura.

## Personaggi
Protagonisti
- Adam
- Shelly
- Bigfoot
- Eva
- Camionista

- Weecha
- Trapper
- Wilbur
- Steve
- Tina

Antagonisti
- Tony
- Charlie
- Dale
- Insegnante dell'aula di punizione
- Sig. Jones
- Wallace Eastman
- Dottor Billingsley
- Scagnozzi

## Distribuzione
Il film è stato distribuito in vari paesi l'11 agosto 2017 e in Italia il 25 gennaio 2018.

## Accoglienza
Il film è stato apprezzato dalla critica ma disprezzato dal pubblico. Su Rotten Tomatoes il 75% della critica ha apprezzato il film, ma solo il 42% del pubblico ha dato una recensione positiva alla pellicola.
Gli incassi della pellicola hanno ammontato a 47 milioni di dollari.

## Sequel
Successivamente è stato girato un sequel intitolato Bigfoot Family (2020), ambientato circa due mesi dopo gli eventi del film sopracitato.